# Ozineus cribripennis
Ozineus cribripennis là một loài bọ cánh cứng trong họ Cerambycidae.